# IJ (flod)

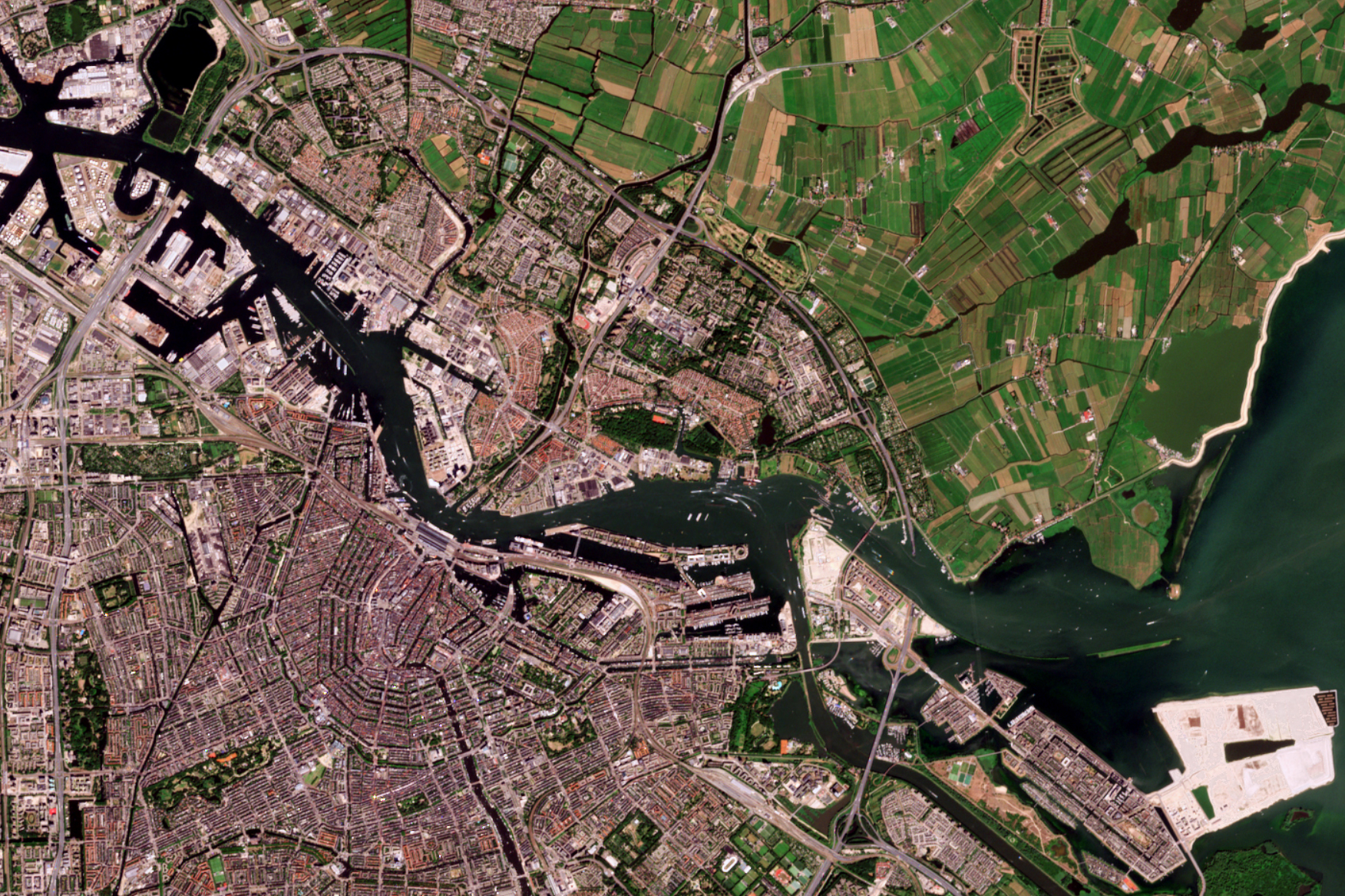
IJ, 2020

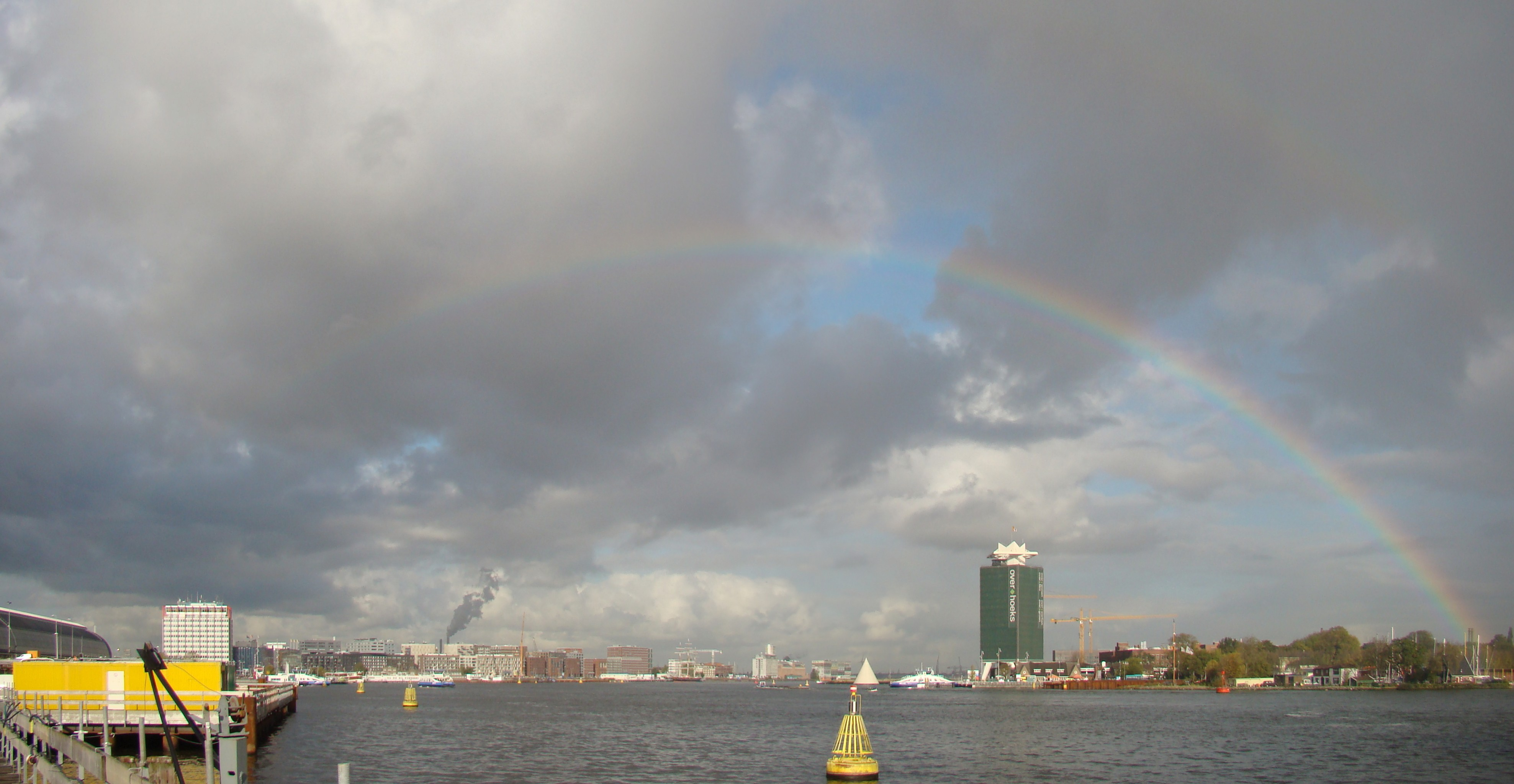
Regnbåge över IJ, med Amsterdam på båda sidor.

IJ (nederländskt uttal: [ɛi̯]) är en flod i Nederländerna. Den går mellan IJsselmeer och Nordsjön genom Amsterdam. Vid olika tider genom historien har den beskrivits som vik eller sjö, men genom invallningar har den smalnats av till att bli en flod.